# 1902 State Landau

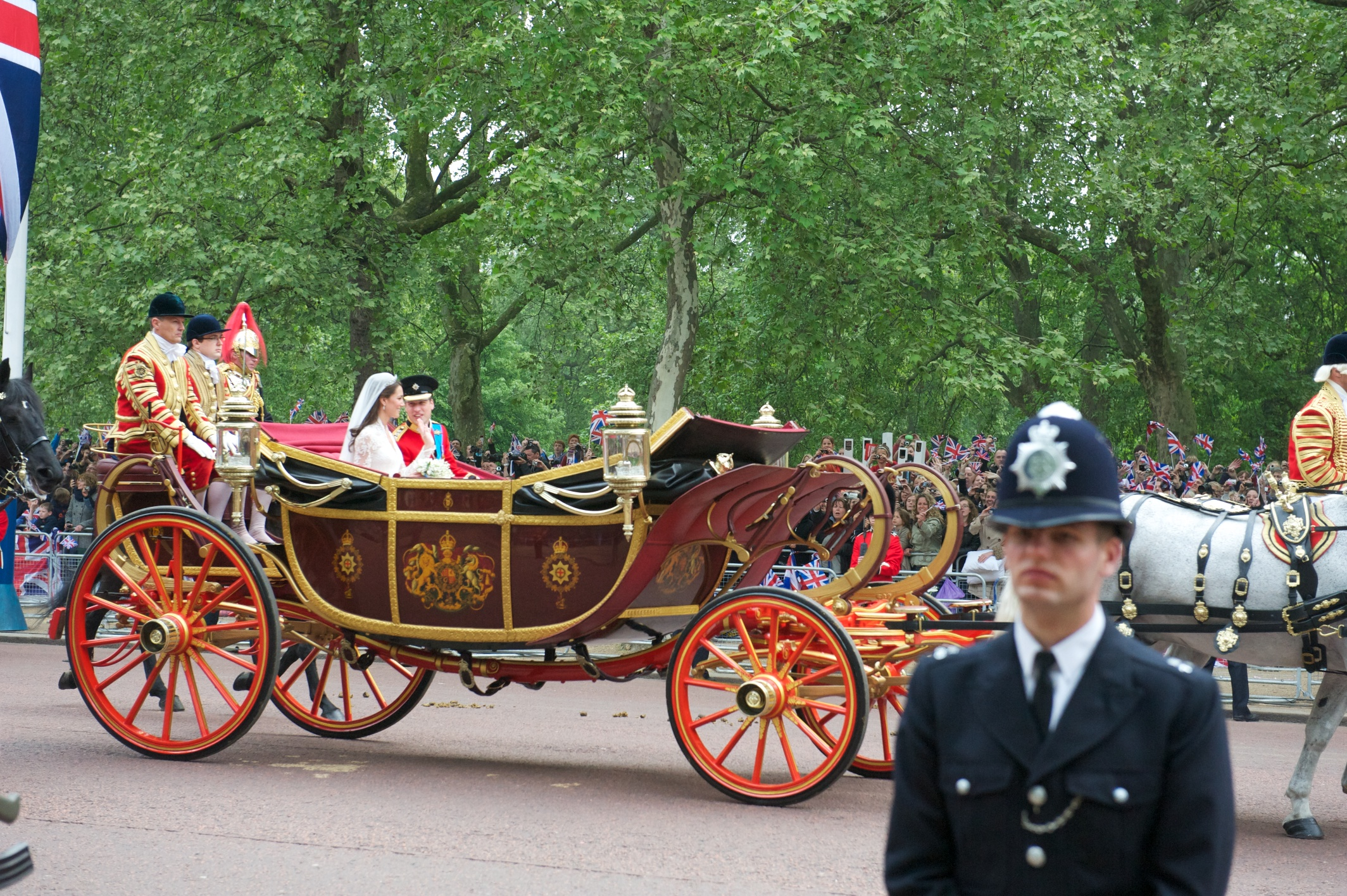
Prins William en Catherine Middleton, op weg naar het Paleis

De 1902 State Landau is een landauer met een open dak, in het bezit van het Verenigd Koninkrijk voor koninklijk gebruik in Groot-Brittannië. Het is de meest rijk versierde landauer die door de koninklijke familie gebruikt wordt. Het rijtuig werd gemaakt in 1902 voor de kroning van Eduard VII van het Verenigd Koninkrijk. Het werd meerdere malen gebruikt tijdens koninklijke huwelijken, bijvoorbeeld bij het huwelijk van prins Charles en prinses Diana in 1981, het huwelijk van prins Andrew en Sarah Ferguson in 1986 en het huwelijk van William, hertog van Cambridge en Catherine Middleton in 2011.
De Gouden Koets is het voornaamste rijtuig voor kroningen en andere hoge ceremoniële gebeurtenissen die direct verband houden met de regerende monarch.